# Rebab

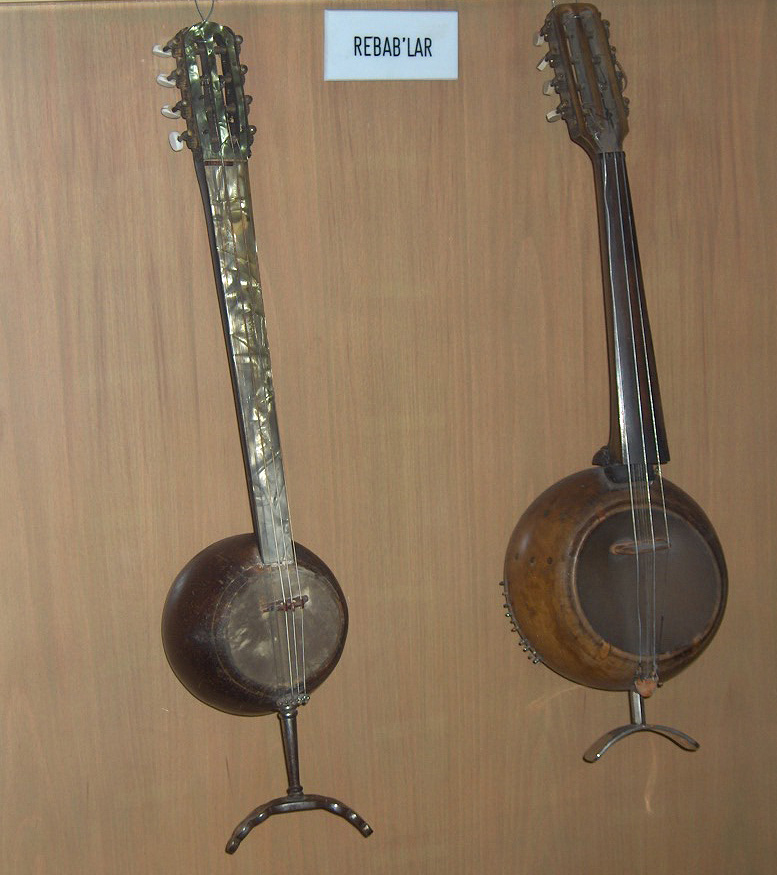
Rebabs turcos no Museu Mevlana, Cônia

Rebab, rabab, rebap, rebeb, rababa, al-rababa, rubāb, robab, rubob ou rawap (em árabe: ربابة‎), também conhecido como joza ou jauza (جوزه) no Iraque, é um instrumento cordofónico de arco em uso nos países muçulmanos. A caixa é coberta de uma membrana, talhados de um único bloco de madeira. Foi introduzido na Espanha por volta do século VII através da ocupação muçulmana. Atualmente é o instrumento principal da música afegã, parecido com o banjo.